# Đèn nhân quang điện
Đèn nhân quang điện, viết tắt theo tiếng Anh là PMT (Photomultiplier tube) là một loại linh kiện điện tử thuộc lớp Đèn điện tử chân không nhóm đèn photo, thực hiện cảm biến photon (ánh sáng) thành dòng điện và nhân lên ở mức hàng trăm triệu lần, tức 160 dB.
Cảm biến photon thực hiện ở photocathode theo hiệu ứng quang điện, cho ra điện tích. Nó cực kỳ nhạy cảm ánh sáng trong vùng tử ngoại, nhìn thấy và hồng ngoại gần.
Các điện tích sau đó được nhân lên ở các dynode có cấu trúc đặc biệt, và thu nhận lượng điện tích đủ lớn tại anode.
Sở hữu độ khuếch cao, tiếng ồn thấp, đáp ứng siêu nhanh, dải động lớn làm cho PMT đến nay chưa có đối thủ thay thế trong các thiết bị vật lý hạt cơ bản, thiên văn, chẩn đoán y tế (xét nghiệm máu, quét ảnh), gây nhiễu radar, máy quét phim, máy quét hình ảnh cao cấp được gọi là máy quét trống, thiết bị nhìn đêm.

Sơ đồ ghép PMT với đầu dò nhấp nháy để dò tia gamma.

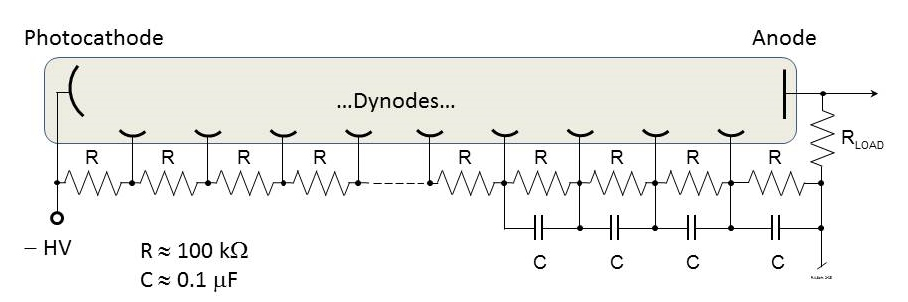
Chia áp cho dynode của PMT với cao áp âm

## Cấu trúc và nguyên lý làm việc
Hiệu ứng quang điện do nhà khoa học Heinrich Hertz tìm ra, và đôi khi người ta gọi hiệu ứng này là Hiệu ứng Hertz.
Đây là một hiện tượng điện - lượng tử, trong đó các điện tử khi hấp thụ năng lượng từ photon trong ánh sáng thì làm nguyên tử chuyển sáng trạng thái kích thích và electron thoát khỏi nguyên tử. Sử dụng hợp chất cảm quang thích hợp có công thoát electron thấp thì electron bật ra khỏi Photocathode .
Các điện cực được bố trí có hình dạng và vị trí thích hợp, và đặt trong ống đèn chân không cao, cùng với điện trường sẽ hướng và tăng tốc các electron phát xạ di chuyển về dynode.
Khi đập vào dynode, electron làm bật ra thêm electron mới, hay electron thứ cấp, với hệ số nhân nào đó tùy thuộc vật liệu phủ mặt điện cực và động lượng electron, và thường cỡ 5 lần.
Dãy dynode thực hiện nhiều lần khuếch đại, và kết thúc ở anode, tạo ra xung dòng điện.
Trong sử dụng thì bố trí cấp điện cao áp và dãy điện trở để chia áp cho dynode, cỡ 100 V/mắt xích. Điện cao áp này tổng cộng vào cỡ 700 đến 2000V, và nó tác động đến hệ số nhân, nên cần được giữ ổn định.
Mặt khác khi cấp điện thì phải che kín hệ thống, nếu để ánh sáng lọt vào thì các điện cực bị hỏng. Khi sửa chữa thay thế mà có lúc buộc phải để hở cửa sổ đèn ra ánh sáng thì phải đoản mạch các chân điện cực để xả điện tích dư, theo đúng hướng dẫn của nhà sản xuất.

## Ứng dụng
Đầu dò nhấp nháy: Khả năng phát hiện xung ánh sáng cỡ vài photon và nhân lên, dẫn đến việc ghép PMT với tinh thể nhấp nháy để tạo ra đầu dò nhấp nháy để phát hiện các bức xạ, dùng trong các thiết bị phân tích bức xạ. Mỗi hạt bức xạ tạo ra trong tinh thể một xung ánh sáng. Hệ thống như vậy sẽ cho ra xung điện có biên độ tỷ lệ với lượng photon.
Máy phát nhiễu ngẫu nhiên: Các hạt bức xạ thu nhận ở đầu dò nói trên có tính ngẫu nhiên thật sự, nên đầu dò như vậy được dùng trong tạo dãy xung ngẫu nhiên. Khi ghép với máy gây nhiễu radar sẽ tạo ra xung phản xạ giả có độ trễ ngẫu nhiên.